# Kazimierz Andrzejewski
Kazimierz Andrzejewski (ur. 27 stycznia 1943 w Posadowie, zm. 18 października 2023 w Bogusławicach) – polski koniuszy, masztalerz, zawodnik w skokach przez przeszkody oraz powożeniu zaprzęgami, złoty medalista Mistrzostw Polski.

## Życiorys
Służbę wojskową odbył w CWKS Legia Warszawa, a następnie znalazł zatrudnienie jako masztalerz w Państwowym Stadzie Ogierów w Bogusławicach, gdzie z czasem trafił do grupy sportowej. Jako zawodnik Bogusłwickiego Klubu Jeździeckiego brał udział w zawodach w skokach przez przeszkody (konie Ułan, Akwedukt, Sezam, August i Leksykon). W 1980 przekwalifikował się na zawodnika w powożeniu zaprzęgami. Początkowo powoził czwórką ogierów małopolskich (synów ogiera Kuraża), a następnie ogierami śląskimi i wielkopolskimi. Zdobył cztery złote medale Mistrzostw Polski (trzy w czwórkach i jeden w parach). Dwukrotnie był medalistą srebrnym, a raz brązowym. Uczestniczył sześciokrotnie w mistrzostwach świata w powożeniu czwórkami (najlepsze miejsce, jakie zajął to ósme – indywidualnie w Apeldoorn). Był też trenerem, a do jego wychowanków należeli Roman Kusz, Jacek Kozłowski i Paweł Kozłowski.